# Ficus maroniensis
Ficus maroniensis là một loài thực vật có hoa trong họ Moraceae. Loài này được Benoist mô tả khoa học đầu tiên năm 1929.